# 棘頰雙鋸魚
棘頰雙鋸魚（学名：Amphiprion biaculeatus），又叫透红小丑，是雀鯛科海葵魚亞科雙鋸魚属的一種，分布于印尼西部到大堡礁的印度-太平洋海域，是一种常见的观赏鱼。棘頰雙鋸魚仅居住于奶嘴海葵附近，是所有小丑鱼中最挑剔的。基因研究显示，它与海葵雙鋸魚、寬帶雙鋸魚有很近的亲缘关系。

## 特征
其两颊上有棘刺，因此得名。不同地区的棘颊雀鲷身体颜色不同，幼鱼和成年雄鱼身体一般呈明亮的橘红色，成年雌性则呈栗色或深褐色。其身体上有三条条纹，颜色可能是白色、绿色或者黄色。雌鱼的条纹呈灰色，但受惊后可能会变成白色。达到老年后，雌性个体的条纹甚至可能消失。
棘頰雙鋸魚存在非常明顯的兩性異形特征，雌鱼总是比雄鱼大得多，实际上雌性棘頰雙鋸魚是体型最大小丑鱼之一，长度可达17 cm（6.7英寸），但雄性一般只有6—7 cm（2.4—2.8英寸）长。在群體中，有嚴格的統治階級。最大且最具攻擊性的魚是雌魚，位於頂部。一群中只有兩隻小丑魚，一雄一雌，透過體外受精進行繁殖。小丑魚是連續雌雄同體，這意味著它們首先發育成雄魚，成熟後變成雌魚。

### 颜色

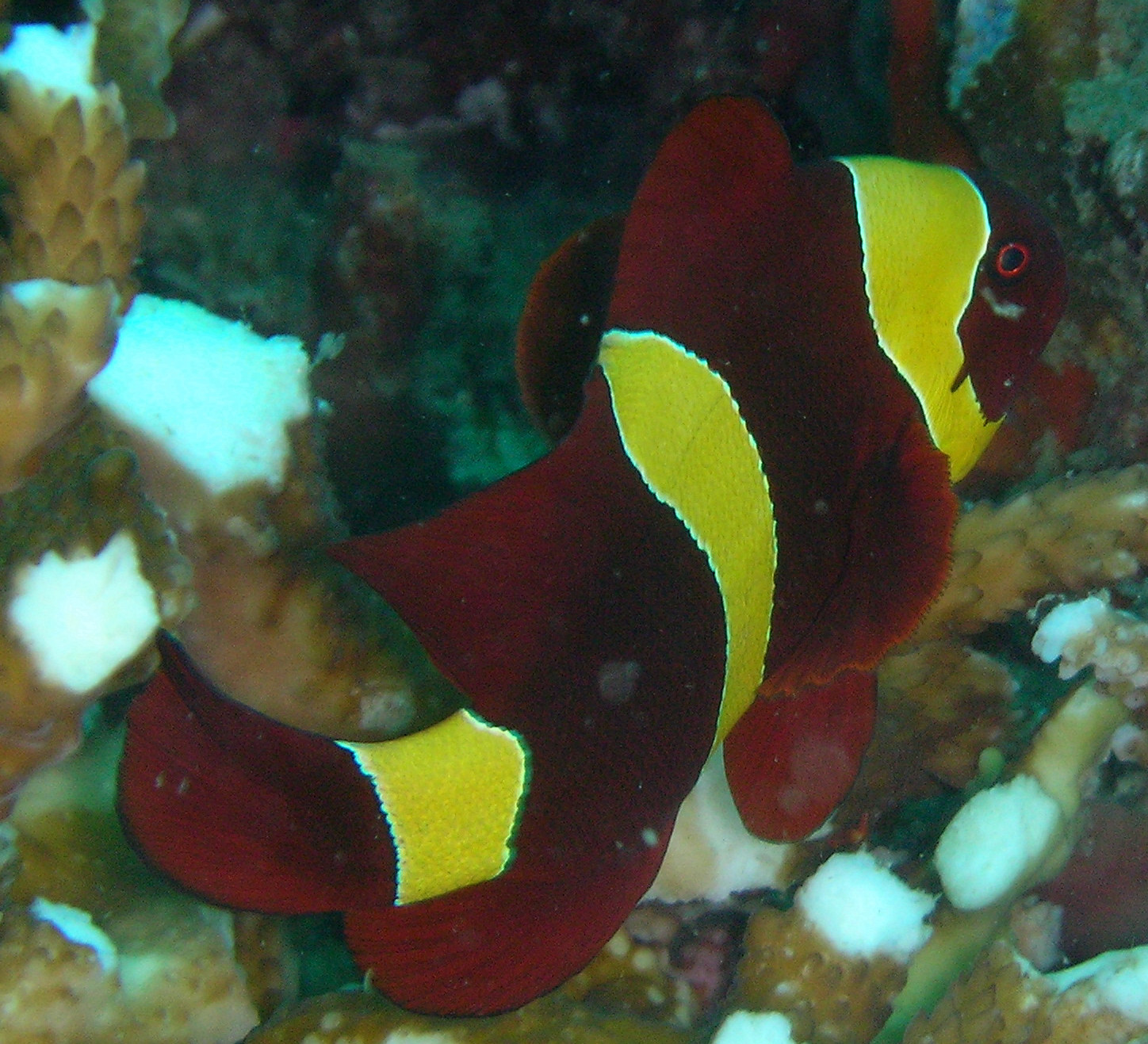
雌鱼
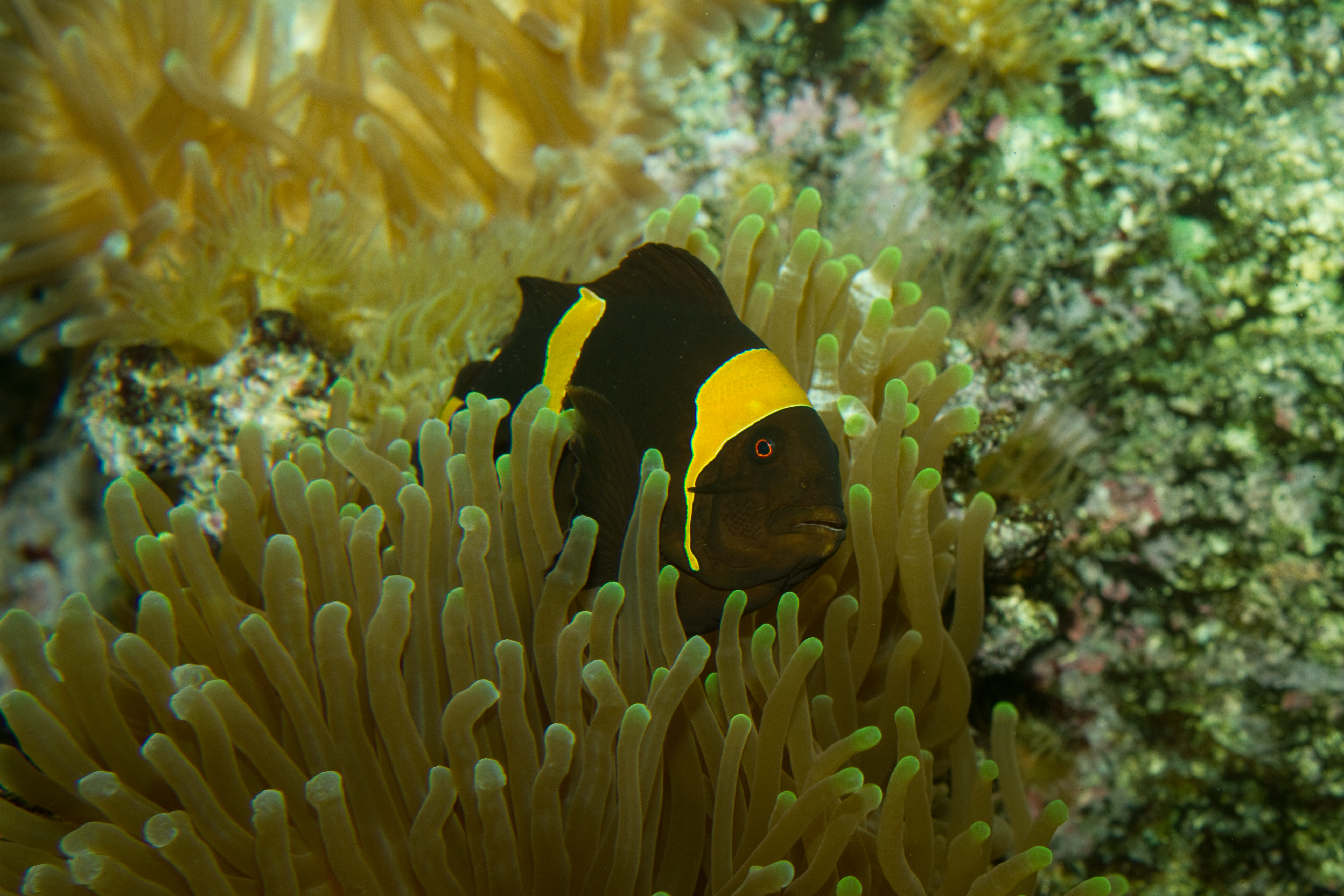
雌鱼

不同地区的棘颊雀鲷体色有相当大的变化，马来群岛中部為：

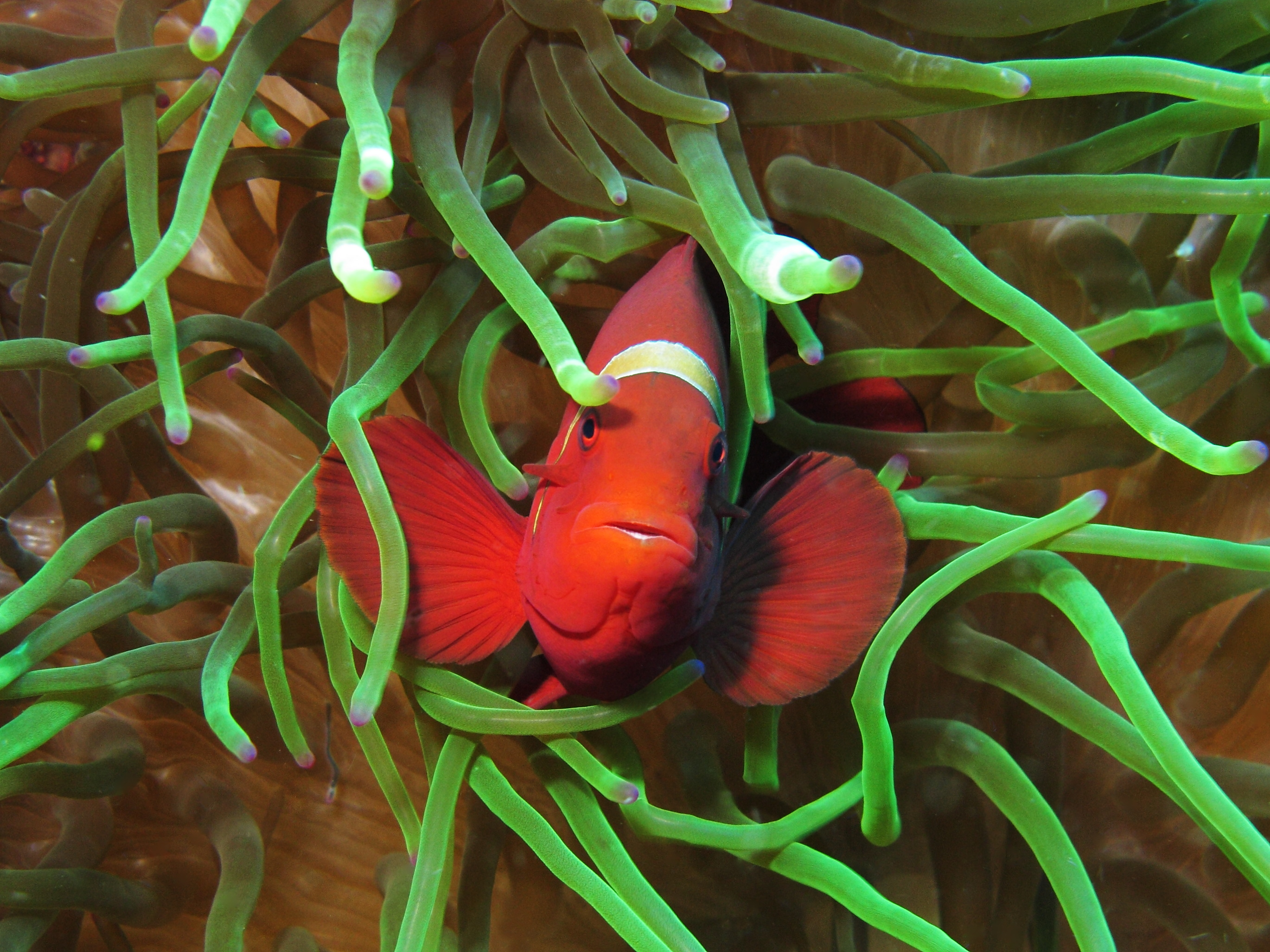
雌鱼
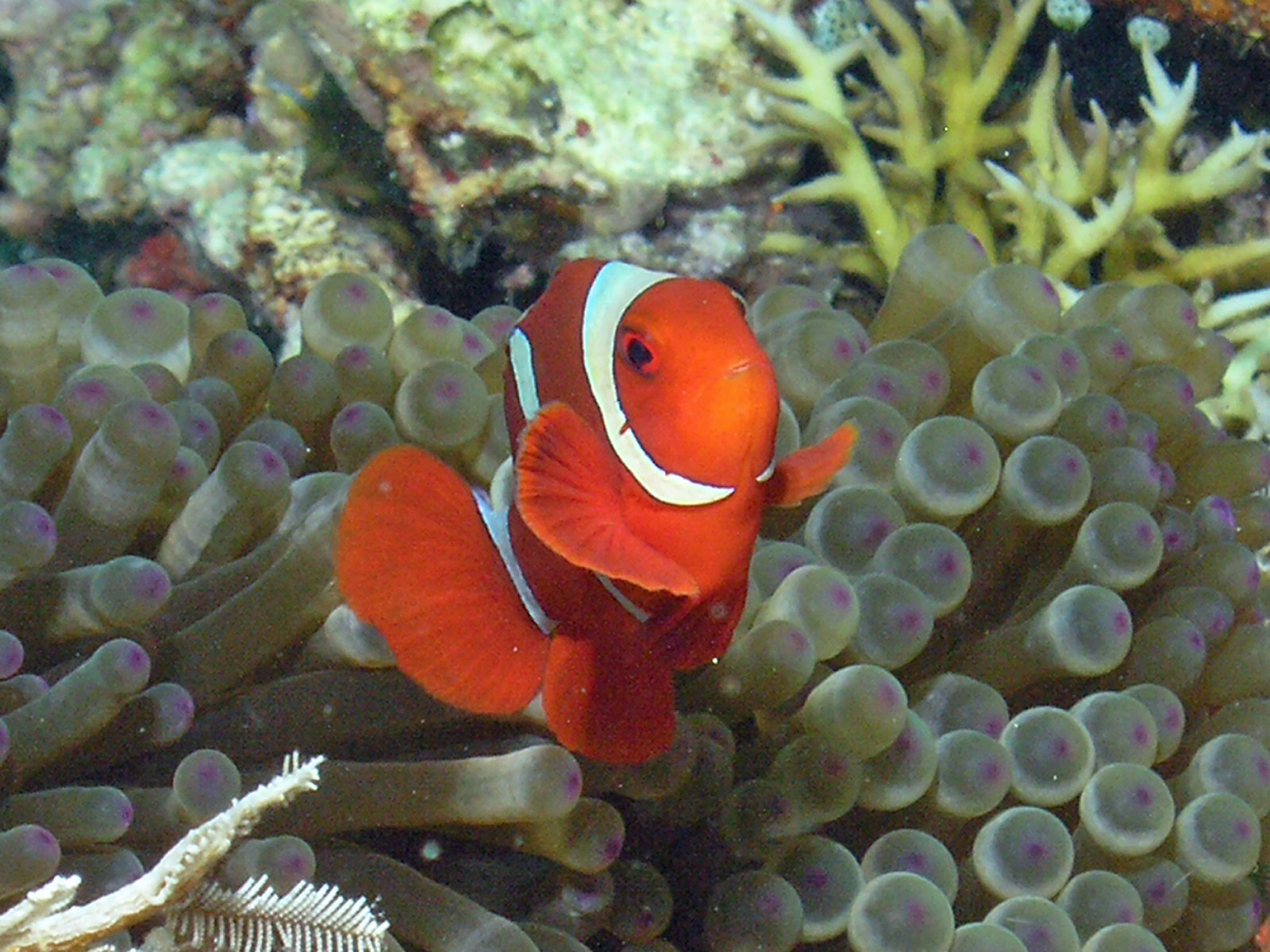
雄鱼
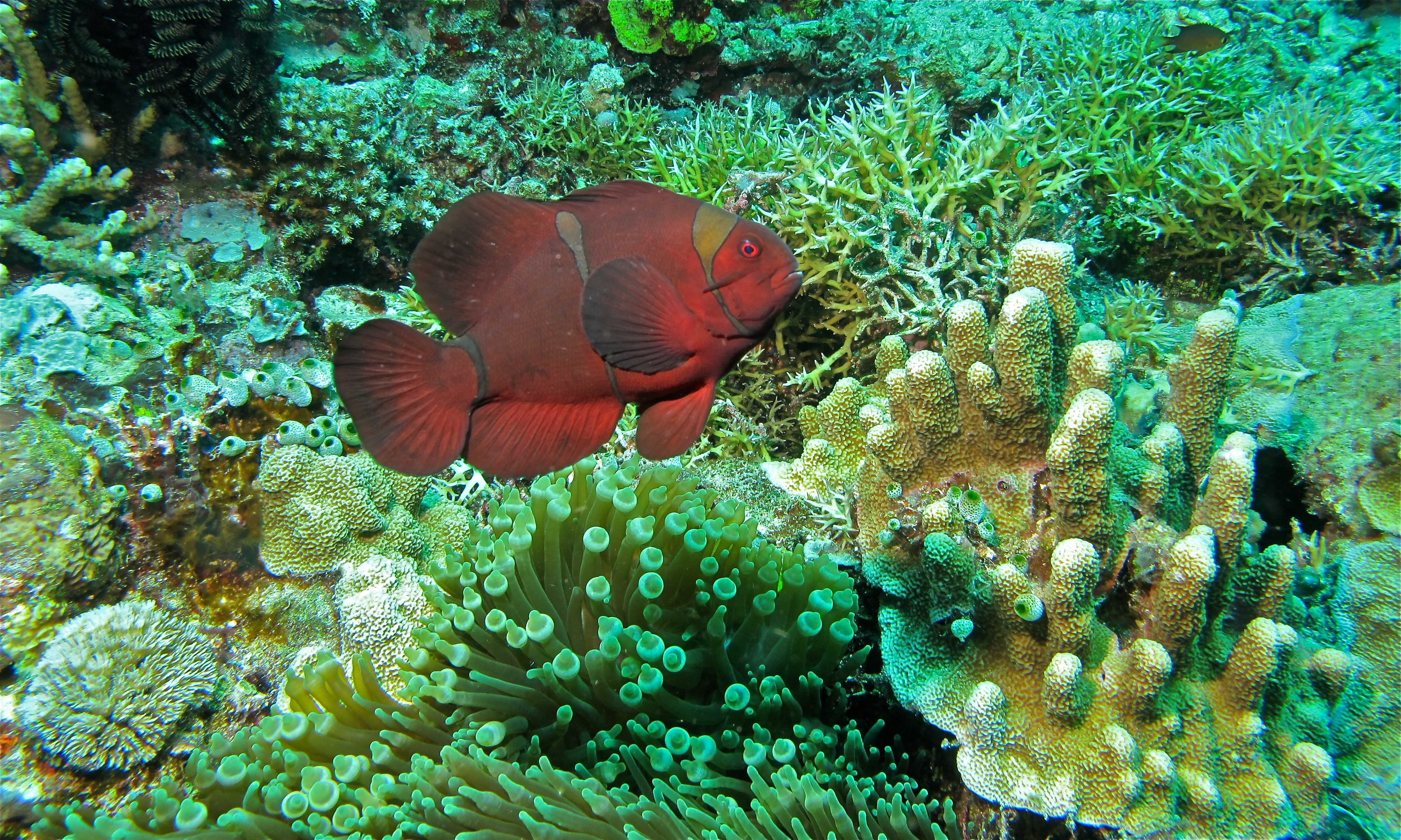
雌鱼
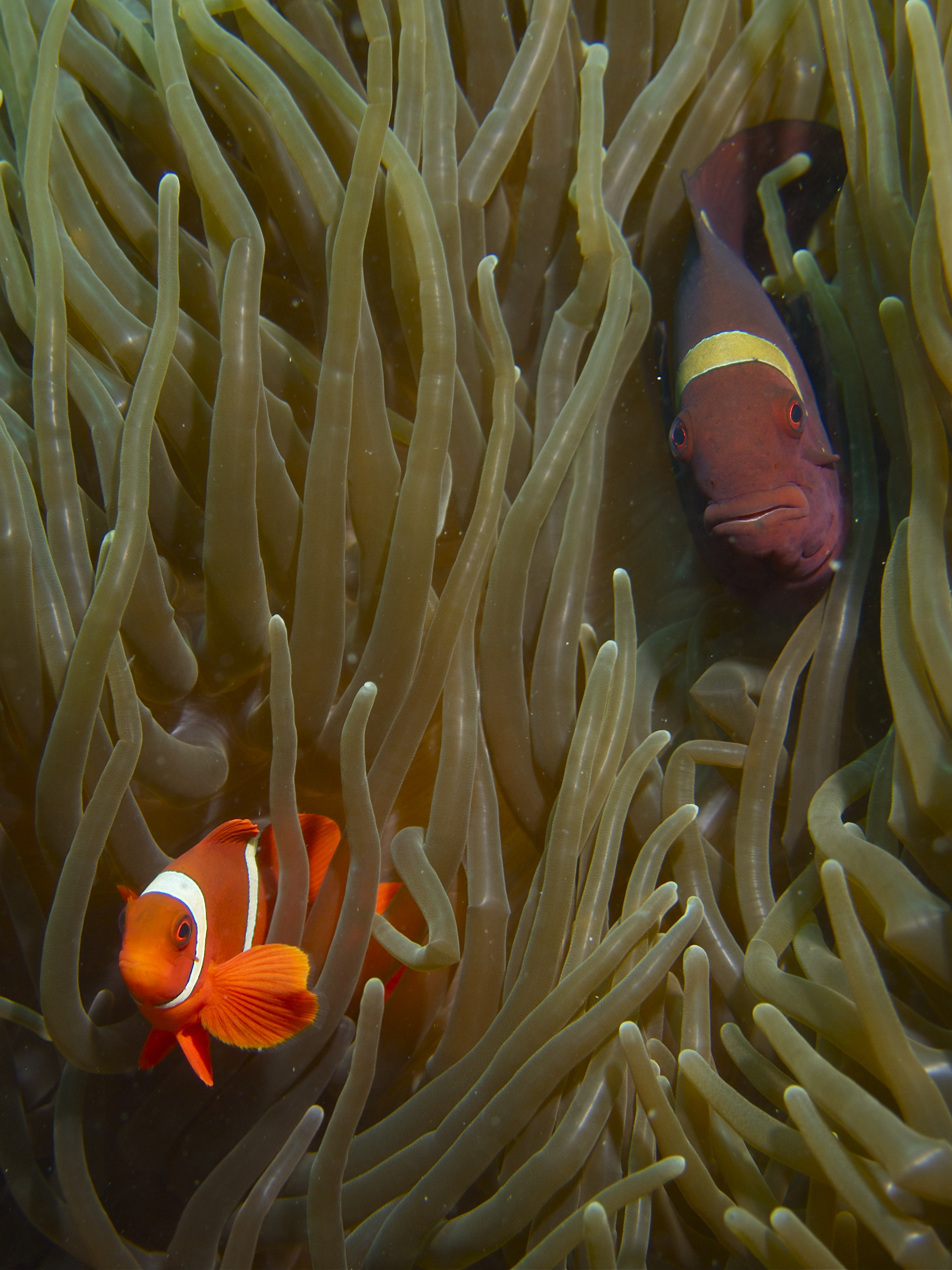
雄鱼

东帝汶到澳大利亚：

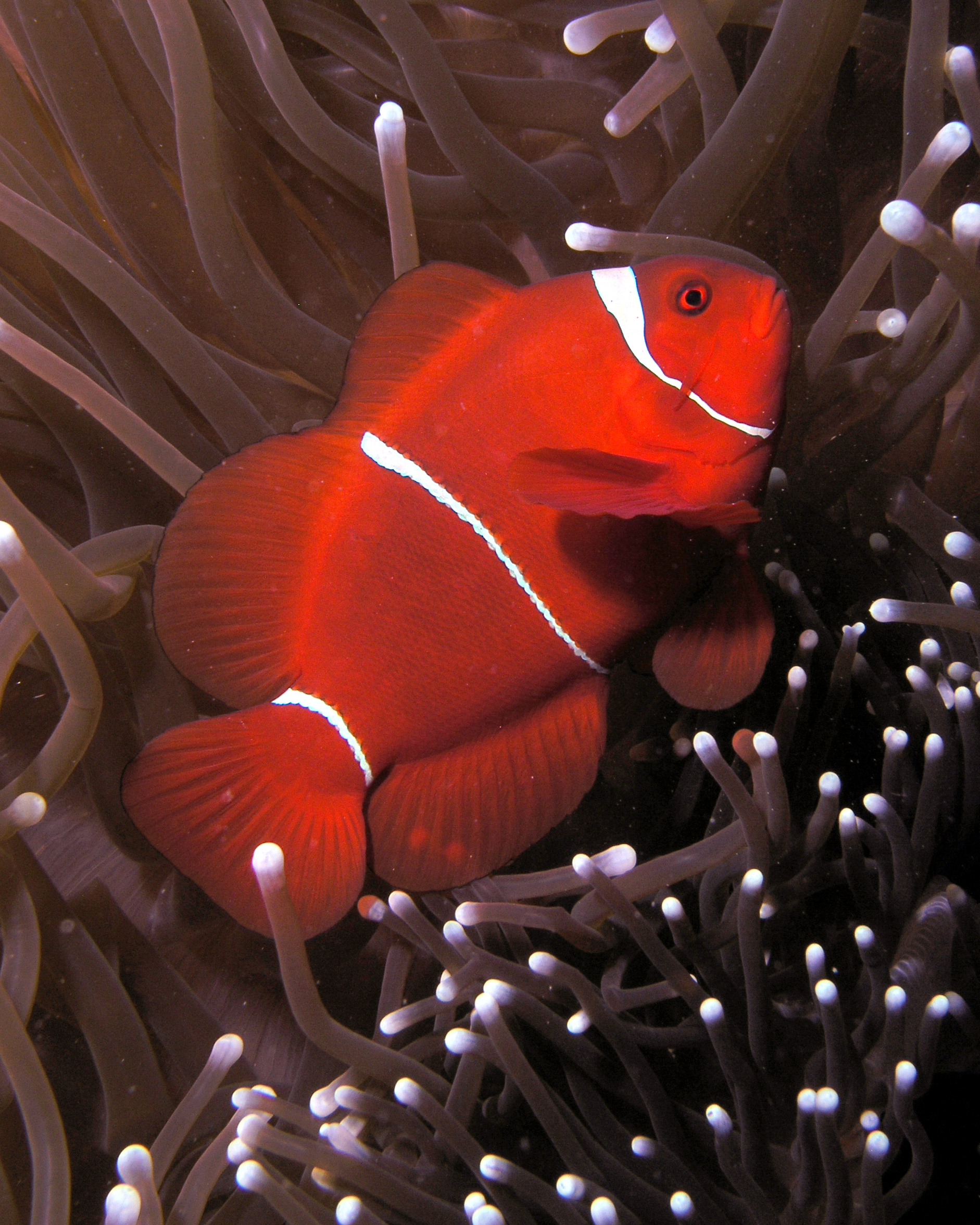
雌鱼，东帝汶
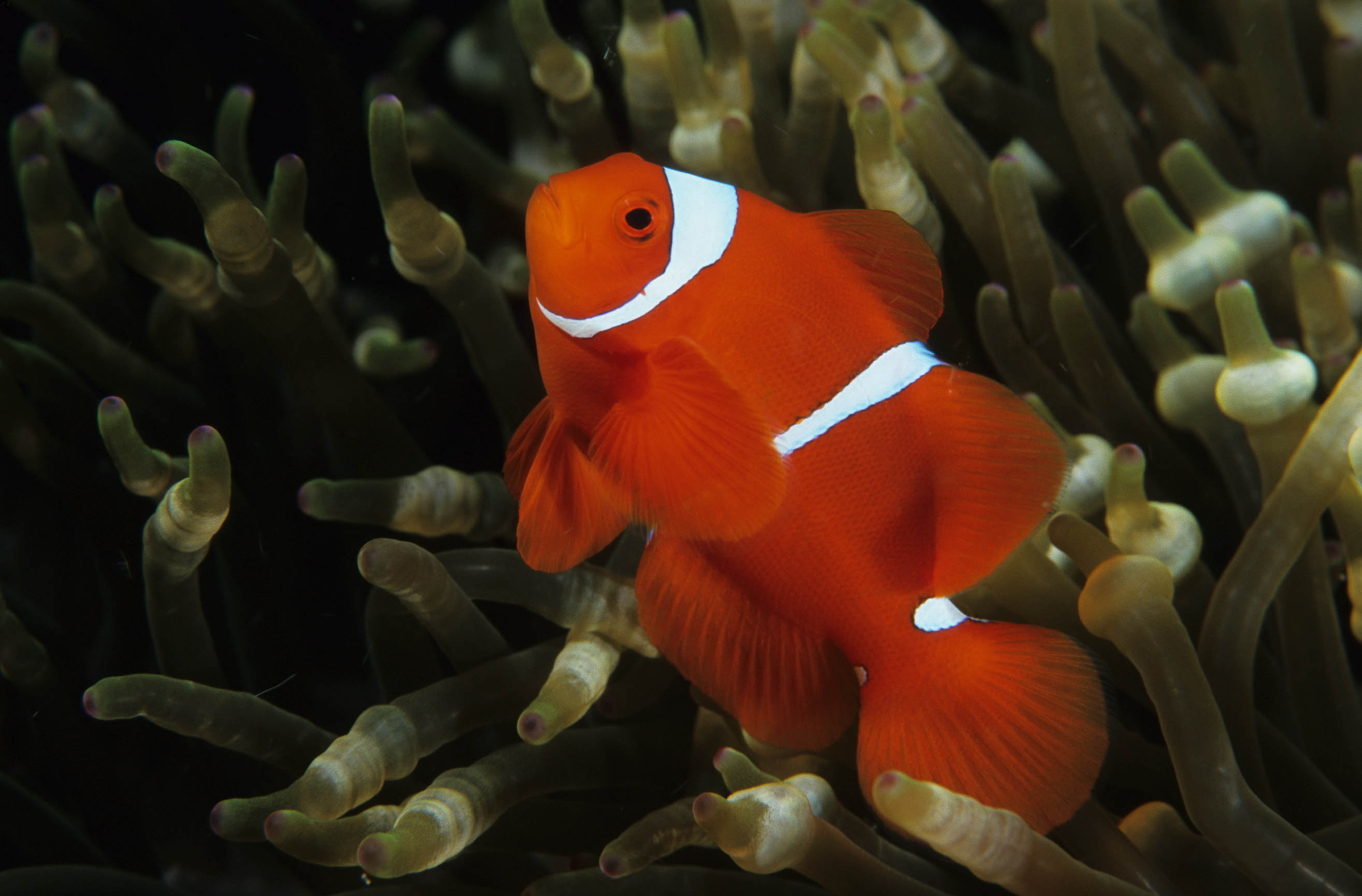
雄鱼，东新不列颠

苏门答腊、安达曼群岛和尼科巴群岛：
- 雌鱼
- 雌鱼

## 饲养
棘颊雀鲷已被成功地人工繁殖。但它的攻击性比别的小丑鱼都强，因此饲养时应当特别留意。经过选择性繁殖，出现了身具闪电形条纹的棘颊雀鲷。但这种特征在野外是很少见的。
它可与眼斑雙鋸魚杂交，杂交品种和眼斑雙鋸魚很像，但体型更大，颜色更深。